# Turnix varius
La quaglia tridattila pittata  o quaglia tridattila varia (Turnix varius, Latham 1802) è un uccello caradriiforme della famiglia dei Turnicidi.

## Sistematica
Turnix varius ha tre sottospecie:
- Turnix varius novaecaledoniae
- Turnix varius scintillans
- Turnix varius varius

## Distribuzione e habitat
Turnix varius varius vive in Australia; la sottospecie T. v. novaecaledoniae in Nuova Caledonia; T. v. scintillans è endemica degli Houtman Abrolhos.